# Edson Lopes
Edson Lopes (São Paulo, 23 de julho de 1957) é um violonista e compositor brasileiro.

## Biografia
Diplomado, desde 1978, no curso de Violão Erudito pelo Conservatório Dramático e Musical “Dr. Carlos de Campos”, Tatuí, São Paulo, Brasil, Edson Lopes recebe em 2003 o título “Licentiate in Guitar Performance” pelo “Trinity College London”.
Durante seus estudos participou de vários Concursos de Violão, obtendo em todos o 1º lugar, tendo como destaque: “II Concurso de Jovens Instrumentistas” promovido pela Rede Globo de Televisão no programa:  “Concertos para a Juventude” e “I Concurso Nacional de Violão” promovido pelo Banco do Brasil. Em 1979 freqüentou o XXII Curso de “Musica en Compostela” - Espanha, sob a orientação do professor José Tomás (assistente de Andrés Segovia), onde foi considerado o “aluno mais destacado” o que lhe valeu como prêmio uma nova Bolsa de Estudo para o ano seguinte.
Para a violonista Maria Luisa Anido, Edson Lopes é "um extraordinário violonista, que a deixou surpreendida por sua seguridade técnica, domínio instrumental, assim como sua delicadeza sonora e deliciosa técnica interpretativa".
Já se apresentou em diversas cidades do Brasil como solista, em duo, trio e com orquestra. Como integrante do Brazilian Guitar Quartet, realizou concertos nas cidades de Houston, Dallas, Austin, Seattle, Pittsburgh, Albuquerque, Hollywood, Indianapolis, Washington DC, Nova Iorque entre outras. Em 2005 o Quarteto participou no “33º Arts Festival” de Hong Kong, do “VII Festival Internacional” de Guitarra em Monterrey, México e em 2006 do “V International Guitar Festival” na cidade de Aarhus, Dinamarca.
Com o '''Quarteto Vivace Brasil''' (Flauta, 2 Violões e Percussão) realiza tournées pelos Estados Unidos destacando as cidades de Nova Yorque, Boston, Nova Orleans e São Francisco recebendo elogiosas críticas:
“The concert was wonderful, and we had the largest crowd we have had in the five years that I've been doing the series.  Only a few scattered seats unfilled.  I think everyone had a great time.  Thanks for sending them our way.”
—Harmon Greenblatt, University of New Orleans
“QVB gave a wonderful concert on Sunday. They're a great bunch, and are really dedicated to making the group work. I especially enjoyed the Brazilian half of the music. There is a real element of fun and authenticity that the percussion gives to the samba and choro arrangements! They were first rate performers in every sense of the term.”
—Dan Acsadi, Boston Guitar Society
Como professor, ministra aulas aos alunos mais adiantados do curso de Violão Clássico. Atua também como regente e arranjador da Camerata de Violões do Conservatório de Tatuí.

## Obras
- Huerba (2 Violões)
- Cantabile (4 Violões)
- O Circo se foi (Marcha) (Violão)
- Trio Opus 1 (2 Trombones e Piano)
- Requintado (Requinta e Piano)
- Canção Triste (Violão)
- Dancinha (Violão)
- Moto Perpetuo (Violão)
- Pequena Canção (Violão)
- Ligeirinho (Choro) (Violão)
- Tempo de Giga (Violão)
- Dois amigos (2 Violões)

## Discografia
- 1976 Grupo Bach de Violões
- 1984 Jesus, Alegria dos Homens (Solo)
- 1985 Prelúdio (Duo com Roberto Colchiesqui)
- 1986 Conscertando Chôro (Duo com Augusto Arruda)
- 1989 Violão e Louvor (Duo com Roberto Colchiesqui)
- 1997 Guitar in Praise (Solo)
- 1997 La Catedral (Solo)
- 1998 Diferentes Estilos (Solo)
- 2001 do Barroco ao Século XX (Solo)
- 2004 Vê se te Agrada (OCTOPUS – Camerata de Violões)
- 2005 Iberia (Quarteto Brasileiro de Violões)
- 2006 OCTOPUS Convida (OCTOPUS – Camerata de Violões)